# Marta di Danimarca
Marta Eriksdotter di Danimarca (nata Margherita Eriksdotter; 1277 – Næstved, 2 marzo o 3 ottobre 1341) è stata una principessa danese; fu regina consorte di Svezia, come consorte di re Birger di Svezia (1280-1321).
Nata con il nome di Margherita (in danese Margrete Eriksdatter) fu ribattezzata Marta (in svedese Märta) in Svezia. Era nota per essere influente negli affari politici e giocò un ruolo importante nel corso degli Håtunaleken e del banchetto di Nyköping.

## Biografia

### Primi anni
Marta nacque dal re Eric V di Danimarca e da Agnese di Brandeburgo. Nel 1282 Danimarca e Svezia riallacciarono relazioni bilaterali dopo un periodo di conflittualità; Marta fu quindi promessa sposa al principe ereditario Birger, relazione approvata anche dal papa Martino IV nel 1284.
Per cementare ulteriormente l'alleanza tra i due regni, nel 1288 la figlia del re svedese Ingeborg Magnusdotter di Svezia fu promessa al fratello di Marta, Eric, da poco succeduto al padre sul trono danese. Il matrimonio fu celebrato nel 1296.
Stando alla Cronaca di Erik (Erikskrönikan), Marta si trasferì presso la corte svedese già dopo il fidanzamento e lì ricevette la propria educazione fino al matrimonio. Altre fonti confermano che arrivò a Stoccolma prima della morte del padre nel 1286.

### Regina di Svezia
Il matrimonio tra Marta e Birger fu celebrato in pompa magna nella capitale svedese il 25 novembre 1298. Marta ricevette in controdote il Fjädrundaland (l'Uppland occidentale) e Enköping come feudi personali. Marta fu incoronata regina di Svezia nella Chiesa di San Lorenzo a Söderköping il 2 dicembre 1302.
Il matrimonio tra Marta e Birger è ricordato come un'unione felice; la regina partecipava spesso alle discussioni politiche e aveva influenza sul marito. Nel 1034 Marta e sua cognata, la regina Ingeborg, parteciparono all'incontro tra i re Birger e Eric a Knäred o Fagerdala, durante la quale il figlio maggiore di Marta, Magnus, fu proclamato erede al trono svedese.
Il 29 settembre 1306 Marta e Birger furono invitati a dei festeggiamenti ad Håtuna, una residenza di Birger sul lago Mälaren. Durante la serata Birger e Marta furono catturati dagli uomini dei due fratelli di Birger, i duchi Valdemaro ed Erik Magnusson che ambivano al trono svedese, e tenuti prigionieri nel castello di Nyköping mentre questi ultimi prendevano il potere; l'episodio è noto storicamente come Håtunaleken (letteralmente "i giochi di Håtuna"). Tre dei quattro figli dei monarchi, Agnes, Katarina ed Erik, vennero anch'essi imprigionati, mentre il quarto ed erede designato, Magnus, riuscì a scappare in Danimarca e a riparare da suo zio Eric.
Questi, alleatosi con il re norvegese Haakon V contro il quale tramava Erik Magnusson, attaccò i due usurpatori, con i quali raggiunse un accordo nel 1308 grazie al quale Birger e Marta furono rilasciati dopo due anni di prigionia. La pace che concedeva maggiori poteri ai fratelli duchi e, almeno sulla carta, l'accordo ristabiliva i rapporti tra i tre fratelli, sebbene piccole schermaglie si verificavano di tanto in tanto.
Secondo le testimonianze dell'epoca Marta giocò un ruolo determinante nella vendetta che il re di Svezia preparò per i fratelli. In occasione di un banchetto al castello di Nyköping il 11 dicembre 1317 i duchi Eirk e Valdemaro vennero catturati dalle truppe del re e reclusi nelle segrete del castello, dove morirono di stenti qualche mese dopo. Le fonti dell'epoca suggeriscono che fu proprio Marta la mente del complotto: secondo la Erikskrönikan furono la regina Marta e il funzionario del re Johan Brunkow a dare origine all'arresto dei duchi, mentre secondo la Cronaca di Lubecca la regina suggerì il piano supportata da suo fratello Eric VI di Danimarca.
Nonostante la tragica fine dei duchi, le truppe loro fedeli, guidate dalle loro mogli, entrarono in conflitto con il re Birger che sconfissero nel 1318, costringendolo all'esilio insieme alla moglie e ai figli prima sull'isola di Gotland e poi su quella di Selandia; allo stesso tempo uno dei figli di Erik, Magnus, fu proclamato re di Svezia.

### Esilio

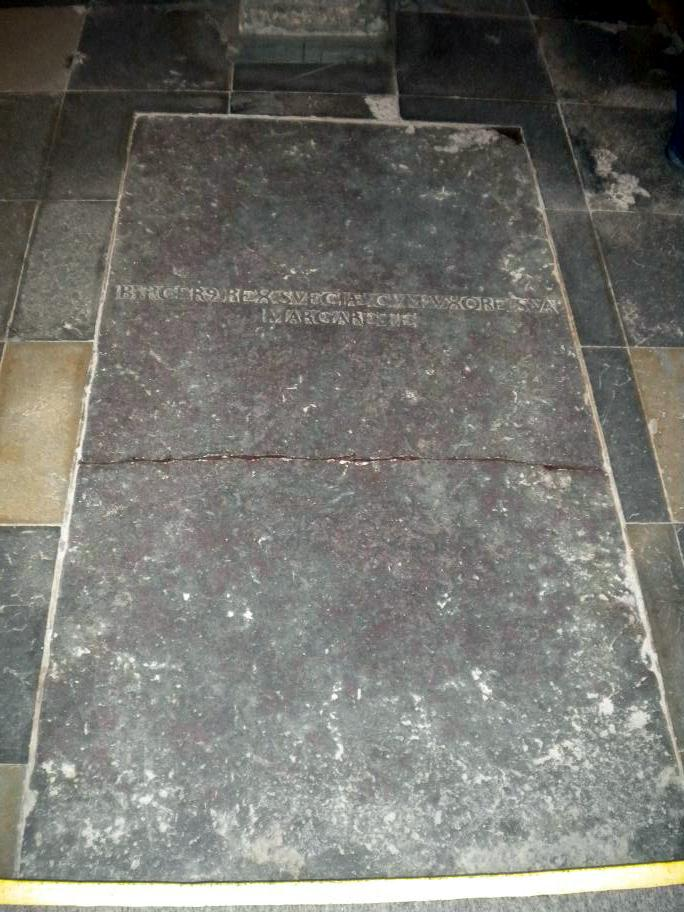
La sepoltura di Birger e Marta nella chiesa di San Benedetto a Ringsted.

Il 4 settembre 1318, suo fratello il re di Danimarca Eric le concesse la residenza Hjarup. Nel 1319 Eric morì lasciando il trono al fratello minore Cristoforo, con il quale Marta non aveva buone relazioni, probabilmente per via del fatto che questi aveva appoggiato i fratelli di Birger nella lotta per il trono di Svezia. Cristoforo comunque dette a Birger e Marta la residenza Spegerborg a Skælskør, nella Selandia, e due parrocchie.
Birger morì nel 1321. Marta fu esiliata in Germania insieme a suo fratello Cristoforo nel 1326, quando questi fu deposto da un'alleanza di nobili e magnati danesi. Nel 1329 le fu concesso di tornare in Danimarca presso le sue proprietà. Con la morte di Cristoforo nel 1332 il regno di Danimarca si dissolse e fine al 1340 fu privo di un governo. Non ci sono informazioni precise di Marta durante questo interregno, ma si sa che nei suoi ultimi anni di vita si ritirò nell'abbazia di san Pietro a Næstved, dove morì nel 1341. Fu sepolta insieme a Birger nella chiesa di San Benedetto a Ringsted.
Quanto ai suoi figli, il secondo figlio, Erik, morì in esilio nel 1319. Magnus, il maggiore, dopo la fuga in Danimarca a seguito degli Håtunaleken, tornò in Svezia nel 1318 a capo di 600 mercenari in aiuto del padre; catturato nel corso dell'assedio di Stegeborg, fu condannato a morte e giustiziato nel 1320 sull'isola di Helgeandsholmen. In seguito le cronache citano solo le figlie Agnes e Katarina. Della minore, Katarina, si hanno poche informazioni, mentre di Agnes si sa che il re di Danimarca donò terre all'abbazia di Slangerup per il suo mantenimento nel 1344.

## Ascendenza
|                                        |                                         |                                       | Genitori                                      |  |  | Nonni |  |  | Bisnonni                      |  |  | Trisnonni                    |  |
|                                        |                                         |                                       |                                               |  |  |       |  |  | Valdemaro II, re di Danimarca |  |  | Valdemaro I, re di Danimarca |  |
|                                        |                                         |                                       |                                               |  |  |       |  |  | Valdemaro II, re di Danimarca |  |  | Valdemaro I, re di Danimarca |  |
|                                        |                                         | Sofia di Minsk                        |                                               |  |  |       |  |  | Valdemaro II, re di Danimarca |  |  |                              |  |
| Cristoforo I, re di Danimarca          |                                         |                                       |                                               |  |  |       |  |  | Valdemaro II, re di Danimarca |  |  |                              |  |
|                                        |                                         | Berengaria del Portogallo             | Sancho I, re del Portogallo                   |  |  |       |  |  |                               |  |  |                              |  |
|                                        |                                         | Berengaria del Portogallo             | Sancho I, re del Portogallo                   |  |  |       |  |  |                               |  |  |                              |  |
|                                        |                                         | Berengaria del Portogallo             | Dolce di Barcellona                           |  |  |       |  |  |                               |  |  |                              |  |
| Eric V, re di Danimarca                |                                         | Berengaria del Portogallo             |                                               |  |  |       |  |  |                               |  |  |                              |  |
|                                        |                                         | Sambor II, V duca di Pomerania        | Mestwin I, III duca di Pomerania              |  |  |       |  |  |                               |  |  |                              |  |
|                                        |                                         | Sambor II, V duca di Pomerania        | Mestwin I, III duca di Pomerania              |  |  |       |  |  |                               |  |  |                              |  |
|                                        |                                         | Sambor II, V duca di Pomerania        | Swinisława di Polonia                         |  |  |       |  |  |                               |  |  |                              |  |
| Margherita di Pomerania                |                                         | Sambor II, V duca di Pomerania        |                                               |  |  |       |  |  |                               |  |  |                              |  |
|                                        |                                         | Matilda di Meclemburgo                | Enrico Borwin II, III principe di Meclemburgo |  |  |       |  |  |                               |  |  |                              |  |
|                                        |                                         | Matilda di Meclemburgo                | Enrico Borwin II, III principe di Meclemburgo |  |  |       |  |  |                               |  |  |                              |  |
|                                        |                                         | Matilda di Meclemburgo                | Cristina                                      |  |  |       |  |  |                               |  |  |                              |  |
| Marta di Danimarca                     |                                         | Matilda di Meclemburgo                |                                               |  |  |       |  |  |                               |  |  |                              |  |
|                                        | Alberto II, IV margravio di Brandeburgo | Ottone I, II margravio di Brandeburgo |                                               |  |  |       |  |  |                               |  |  |                              |  |
|                                        | Alberto II, IV margravio di Brandeburgo | Ottone I, II margravio di Brandeburgo |                                               |  |  |       |  |  |                               |  |  |                              |  |
|                                        | Alberto II, IV margravio di Brandeburgo | Adele d'Olanda                        |                                               |  |  |       |  |  |                               |  |  |                              |  |
| Giovanni I, V margravio di Brandeburgo | Alberto II, IV margravio di Brandeburgo |                                       |                                               |  |  |       |  |  |                               |  |  |                              |  |
|                                        |                                         | Matilde di Lusazia                    | Corrado II, XXI margravio di Lusazia          |  |  |       |  |  |                               |  |  |                              |  |
|                                        |                                         | Matilde di Lusazia                    | Corrado II, XXI margravio di Lusazia          |  |  |       |  |  |                               |  |  |                              |  |
|                                        |                                         | Matilde di Lusazia                    | Elisabetta di Polonia                         |  |  |       |  |  |                               |  |  |                              |  |
| Agnese di Brandeburgo                  |                                         | Matilde di Lusazia                    |                                               |  |  |       |  |  |                               |  |  |                              |  |
|                                        |                                         | Alberto I, XIX duca di Sassonia       | Bernardo, XVIII duca di Sassonia              |  |  |       |  |  |                               |  |  |                              |  |
|                                        |                                         | Alberto I, XIX duca di Sassonia       | Bernardo, XVIII duca di Sassonia              |  |  |       |  |  |                               |  |  |                              |  |
|                                        |                                         | Alberto I, XIX duca di Sassonia       | Brigitta di Danimarca                         |  |  |       |  |  |                               |  |  |                              |  |
| Brigitta di Sassonia                   |                                         | Alberto I, XIX duca di Sassonia       |                                               |  |  |       |  |  |                               |  |  |                              |  |
|                                        |                                         | Agnese                                | …                                             |  |  |       |  |  |                               |  |  |                              |  |
|                                        |                                         | Agnese                                | …                                             |  |  |       |  |  |                               |  |  |                              |  |
|                                        |                                         | Agnese                                | …                                             |  |  |       |  |  |                               |  |  |                              |  |
|                                        |                                         | Agnese                                |                                               |  |  |       |  |  |                               |  |  |                              |  |